# Bud Brisbois
Bud Brisbois (11. dubna 1937 Edina, Minnesota – červen 1978 Scottsdale, Arizona) byl americký trumpetista. Na trubku začal hrát ve svých dvanácti letech a v letech 1958–1963 působil v orchestru Stana Kentona. V roce 1963 začal pracovat jako studiový hudebník a hrál tak s hudebníky rozličných žánrů, jako (mimo jazzu, který hrál již dříve) pop, rock i country. Hrál na mnoha albech hudebníků, jako byli například Milt Jackson, Neil Diamond, Lalo Schifrin, Bonnie Raitt, Frank Sinatra, Nancy Sinatra, Henry Mancini, Herb Alpert nebo skupinou Love. V roce 1978 spáchal sebevraždu.